# Jeniferever
Jeniferever är ett svenskt indierock-/postrockband, bildat i Uppsala 1996. Bandets musik är lugn, melodisk och leder ofta fram till ett orkestralliknande klimax. Det har jämförts med The Appleseed Cast och Sigur Rós. Bandnamnet är taget från en låt av The Smashing Pumpkins med samma namn.

## Medlemmar
- Kristofer Jönson - sång, gitarr, keyboards
- Martin Sandström - gitarr, bakgrundssång
- Olle Bilius - bas, gitarr, keyboards, bakgrundssång
- Fredrik Aspelin - trummor, bakgrundssång

## Diskografi
Album
- Choose a Bright Morning (2006)
- Spring Tides (2009)
- Silesia (2011)

EP
- Chronicles of Omega (2001)
- Jeniferever (10"-EP) (2002)
- The Next Autumn Soundtrack & Jeniferever (The Next Autumn Soundtrack & Jeniferever) (Split-EP) (2003)
- Iris (2004)
- Nangijala (10" EP) (2008)

Singlar
- From Across the Sea (2006)
- The Sound of Beating Wings (2006)
- Alvik (2006)
- Green Meadow Island (2009)
- The Beat Of Our Own Blood (2011)